# Île Conejo
L’île Conejo est une petite île inhabitée d’une superficie de 0,5 km2. Elle se trouve dans le golfe de Fonseca, à moins d'un kilomètre de la côte du Honduras. Cette île fait partie des territoires contestés en Amérique centrale. Puisqu'il s’agit d’un point de passage stratégique, important pour les navires militaires, l'île est revendiquée par le Salvador et le Honduras.

## Toponymie
Le nom de l'île Conejo vient de l'espagnol « Conejo » qui signifie « lapin ». Ce nom lui était probablement attribué par le peuple autochtone des Lenca, qui occupa les côtes du Honduras et du Salvador. Le lapin joue un grand rôle dans la genèse des Lenca et comme ce peuple a attribué aux îles du golfe de Fonseca les noms de ses animaux considérés comme étant sacrés, cette île a pris le nom « Isla Conejo ».

## Histoire
L'île se trouve dans le golfe de Fonseca, une zone qui donne l’accès à l'océan Pacifique, considérée comme une zone halieutiquement et militairement importante. 
Longtemps, le Salvador a eu la souveraineté sur cette île. Pourtant, en 1983, ils retirèrent leurs troupes militaires et le Honduras a pu l'accaparer.
Les frontières du golfe de Fonseca ont longtemps été floues. En 1992, la Cour internationale de justice a rendu un jugement sur ce territoire contesté. Une majeure partie du territoire était accordée au Honduras. Pourtant, le jugement ne s’est prononcé pas sur l'Île Conejo,. Le conflit pour cette île n'a dont pas été résolu à la suite de cet évènement.

## Situation actuelle
Depuis 2012, les gouvernements du Honduras et du Salvador s'accusent réciproquement d'outrepassements des frontières maritimes.
En septembre 2013, le Honduras a levé le drapeau hondurien sur l'île, en commémorant le 192e anniversaire de l'indépendance de l’Amérique centrale. Cette action fut perçue comme une provocation par le gouvernement salvadorien.
Jusqu’à aujourd'hui, la situation reste incertaine du fait que les deux pays maintiennent leurs revendications sur l'île.